# Загуже (Скерневицький повіт)
Загуже (пол. Zagórze) — село в Польщі, у гміні Слупія Скерневицького повіту Лодзинського воєводства.
Населення — 309 осіб (2011).
У 1975-1998 роках село належало до Скерневицького воєводства.

## Демографія
Демографічна структура станом на 31 березня 2011 року:
|          | Загалом | Допрацездатний вік | Працездатний вік | Постпрацездатний вік |
| -------- | ------- | ------------------ | ---------------- | -------------------- |
| Чоловіки | 164     | 36                 | 104              | 24                   |
| Жінки    | 145     | 27                 | 76               | 42                   |
| Разом    | 309     | 63                 | 180              | 66                   |